# Stefan Christow
Stefan Kojtschew Christow (* 12. Juli 1985 in Stara Sagora) ist ein bulgarischer Straßenradrennfahrer.
Stefan Christow wurde 2006 in der U23-Klasse Dritter der bulgarischen Meisterschaft im Straßenrennen und gewann die Silbermedaille bei den Balkan Championships im Einzelzeitfahren. Bei der Bulgarien-Rundfahrt 2008 wurde er Gesamtvierter. Im Jahr 2010 gewann Christow die Gesamtwertung und zwei Etappen der Tour of Trakya und eine Etappe der Tour of Marmara. Es folgten 2012 Siege beim Grand Prix Dobrich I und 2013 bei einer Etappe der Bulgarien-Rundfahrt. Im Jahr 2014 wurde er Landesmeister im Straßenrennen und gewann die Gesamtwertung sowie zwei Etappen der Tour of Szeklerland. 2016 war er Teilnehmer der Olympischen Sommerspiele in Rio de Janeiro.

## Erfolge
2010
- Gesamtwertung und zwei Etappen Tour of Trakya
- eine Etappe Tour of Marmara

2012
- Grand Prix Dobrich I

2013
- eine Etappe Tour of Bulgaria

2014
- Bulgarischer Meister – Straßenrennen
- Gesamtwertung und zwei Etappen Tour of Szeklerland

## Teams
- 2004 Koloezdachen Klub Nesebar
- 2005 Nesebar
- 2006 Tzar Simeon-MBN
- 2007 Cinelli-Endeka-OPD
- 2008 Team Nippo-Endeka
- 2009 Cycling Club Bourgas